# منتخب هولندا للكرة اللينة للسيدات
منتخب هولندا للكرة اللينة للسيدات هو ممثل هولندا الرسمي في المنافسات الدولية في الكرة اللينة للسيدات
.